# FKスロボダ・ノヴィ・グラード
FKスロボダ・ノヴィ・グラード（FK Sloboda Novi Grad）は、ボスニア・ヘルツェゴビナのスルプスカ共和国ノヴィ・グラードをホームタウンとするサッカークラブである。

## 歴史
1910年に創設された。
プルヴァ・リーガRS初年度の1995-96シーズンに西地域に参加したが、10位に終わり、入れ替え戦でも敗れてドルガ・リーガRSに降格した。1996-97シーズンにドルガ・リーガRS・プリイェドル地域で優勝して1シーズンでプルヴァ・リーガRSに復帰した。
クラブ創設90周年の2000年にプルヴァ・リーガRSで4位になり、クプ・レプブリケ・スルプスケでも決勝に進出したが、0-1でコザラ・グラディシュカに敗れて準優勝に終わった。2000-01シーズンにはプルヴァ・リーガRSで2位の成績を残した。
2010年にクラブ創設100周年を迎え、記念試合でパルチザン・ベオグラードと対戦して1-0で勝利した。前座ではスロボダ・ノヴィ・グラードとルダル・プリイェドルのベテランチーム同士が対戦した。
2016年にプルヴァ・リーガRSから降格した。プルヴァ・リーガRSには19シーズン連続、通算20シーズン所属し、2015-16シーズン終了時点で最多の582試合を記録した。同年7月にムラドスト・ヴェリカ・オバルスカが財政問題でプルヴァ・リーガRSからレギオナルナ・リーガ・東地域に降格したため、代わりにスロボダ・ノヴィ・グラードはスロボダ・ムルコニチ・グラード、レオタル・トレビニェと共に残留候補となったが、スルプスカ共和国サッカー連盟の緊急委員会にて最も順位が上位であったスロボダ・ムルコニチ・グラードが残留することが決定された。同年、通算2回目のクプ・レプブリケ・スルプスケ決勝に進出したが、2-3でラドニク・ビイェリナに敗れた。